# دادمهر
دادمهر یا داذبرزمهر (به طبری: دازمهر) از پادشاهان دودمان دابویگان تبرستان بود. دادمهر، پسر بزرگتر فرخان بزرگ است که پس از وی بر تخت نشست و از سال ۷۲۱ تا ۷۳۴ میلادی فرمان راند. دوران فرمانروایی وی به سبب حُسن سیاست و تدبیر پدرش، قرین آرامش و ثبات بود. از دادمهر سکه‌هایی به سال ۷۳۲ میلادی یافت شده است. ظاهراً «مال صلح» که او در پیمان بسته‌ شده با اعراب، پرداختنش را تعهد کرده بود، گهگاه پرداخت می‌شد و اگر پرداخت آن قطع می‌شد، واخواست آن به جنگ و لشکرکشی نمی‌انجامید.